# Enllaç eutèctic

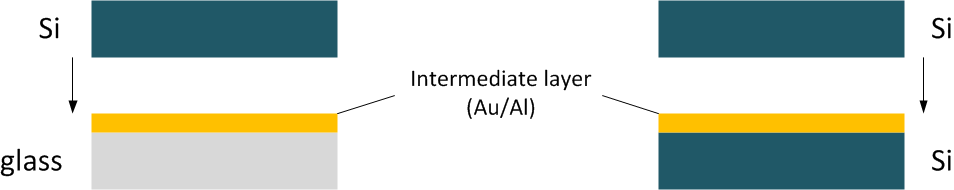
Unió de l'oblia de Si a (l) vidre o (r) oblia de silici recoberta amb una capa d'Au o Al.

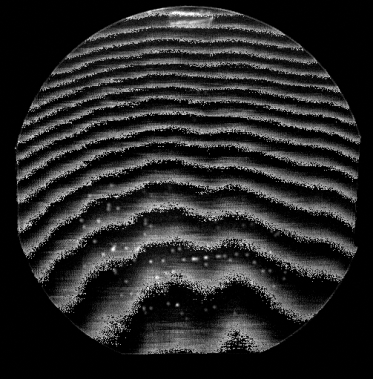
Imatge ultrasònica d'una oblia en blanc unida eutèctica Au-Si.

L'enllaç eutèctic, també conegut com a soldadura eutèctica, descriu una tècnica d'unió d'oblies amb una capa metàl·lica intermèdia que pot produir un sistema eutèctic. Aquests metalls eutèctics són aliatges que es transformen directament d'estat sòlid a estat líquid, o viceversa de líquid a estat sòlid, a una composició i temperatura concretes sense passar un equilibri bifàsic, és a dir, estat líquid i estat sòlid. El fet que la temperatura eutèctica pugui ser molt inferior a la temperatura de fusió dels dos o més elements purs pot ser important en l'enllaç eutèctic.

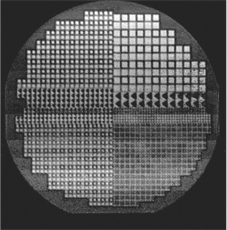
Imatge ultrasònica d'una oblia unida eutèctica Au-Si estampada.

Els aliatges eutèctics es dipositen mitjançant sputtering, evaporació de doble font o galvanoplastia. També es poden formar per reaccions de difusió de materials purs i posteriorment la fusió de la composició eutèctica.
Es va desenvolupar l'enllaç eutèctic per transferir materials epitaxials com GaAs-AlGaAs sobre substrats de Si amb un alt grau d'èxit, amb el propòsit general de la integració de l'optoelectrònica amb l'electrònica de Si, així com per superar problemes fonamentals com ara el desajust de gelosia en heteroepitaxia. informat per Venkatasubramanian et al. el 1992. La validació del rendiment del dispositiu d'aquests materials GaAs-AlGaAs enllaçats amb metall eutèctic per a cèl·lules solars es va informar més per Venkatasubramanian et al. el 1994. L'enllaç eutèctic és capaç de produir paquets tancats hermèticament i interconnexió elèctrica en un sol procés (compareu imatges d'ultrasons). A més, aquest procediment s'està duent a terme a baixes temperatures de processament, baixa tensió resultant induïda en el muntatge final, alta força d'unió, gran rendiment de fabricació i una bona fiabilitat. Aquests atributs depenen del coeficient d'expansió tèrmica entre els substrats.
Els paràmetres més importants per a l'enllaç eutèctic són:
- temperatura d'unió
- durada de la vinculació
- pressió de l'eina

Aliatges eutèctics d'ús habitual:
| Aliatge eutèctic | Composició eutèctica  | Temperatura eutèctica |
| ---------------- | --------------------- | --------------------- |
| Au-In            | 0,6 / 99,4 % en pes   | 156 °C                |
| Cu-Sn            | 5/95 % en pes         | 231 °C                |
| Au-Sn            | 80/20 % en pes        | 280 °C                |
| Au-Ge            | 72/28 % en pes        | 361 °C                |
| Au-Si            | 97,15 / 2,85 % en pes | 370 °C                |
| Al-Ge            | 49/51 % en pes        | 419 °C                |
| Al-Si            | 87,5 / 12,5 % en pes  | 580 °C                |